# آتش‌بازی (مجموعه تلویزیونی ۲۰۰۶)
آتش‌بازی (به انگلیسی: Firework) یک سریال کره‌ای است که در سال ۲۰۰۶ توسط شبکهٔ ام بی سی کره شاخته شده‌است.

## بازیگران
هان چه یونگ
کانگ جی هوان
پارک اون هه
یون سانگ هیون
پارک جونگ سو
پارک گون هیونگ
کیم جانگ سوک
کیم جو هیون
لی ته ری

## خلاصه داستان
ارا زنی ست که در آستانه سی سالگی است. او برای دوست پسرش که از یه سفر کاری برگشته ترتیب یک شام را می‌دهد که در این مراسم دو نفره نارا متوجه می‌شود که دوست پسرش با زن دیگری رابطه دارد و به او خیانت کرده. وی برای تسکین خود از خانه بیرون می‌رود و مقدار زیادی الکل می‌نوشد و از روی مستی حلقه‌ای را که دوست پسر سابقش به او داده در فنجان یک غریبه می‌اندازد. غریبه (این جائه) بدون آنکه درون فنجانش را نگاه کند با یک حرکت فنجان را سر می‌کشد و حلقه را نیز می‌بلعد که این کار او منجر به ان می‌شود که هر دو از بیمارستان سر در بیاورند. نارا برای حمایت از خواهر بیست ساله‌اش در یک مغازه لوازم آرایشی کار می‌کند (مغازه دوست دختر دوست پسر سابقش) اما تقدیر این جائه را هم به ان مغازه می‌کشاند و آنها غافلگیرانه آنجا عاشق هم می‌شوند جایی که این جائه عاشق می را هم بوده...